# Bennie Railplane

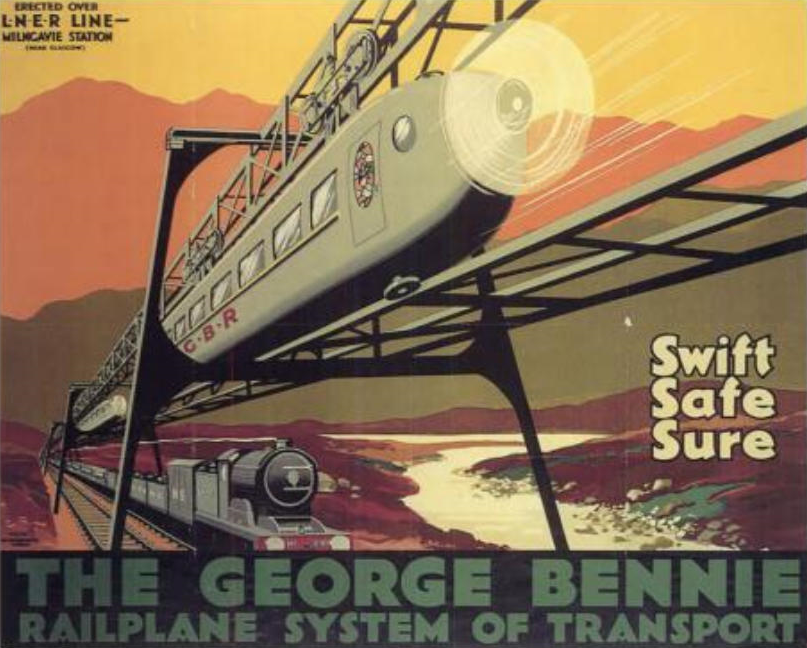
Bild som visar hur det var tänkt att se ut om det hade blivit verklighet

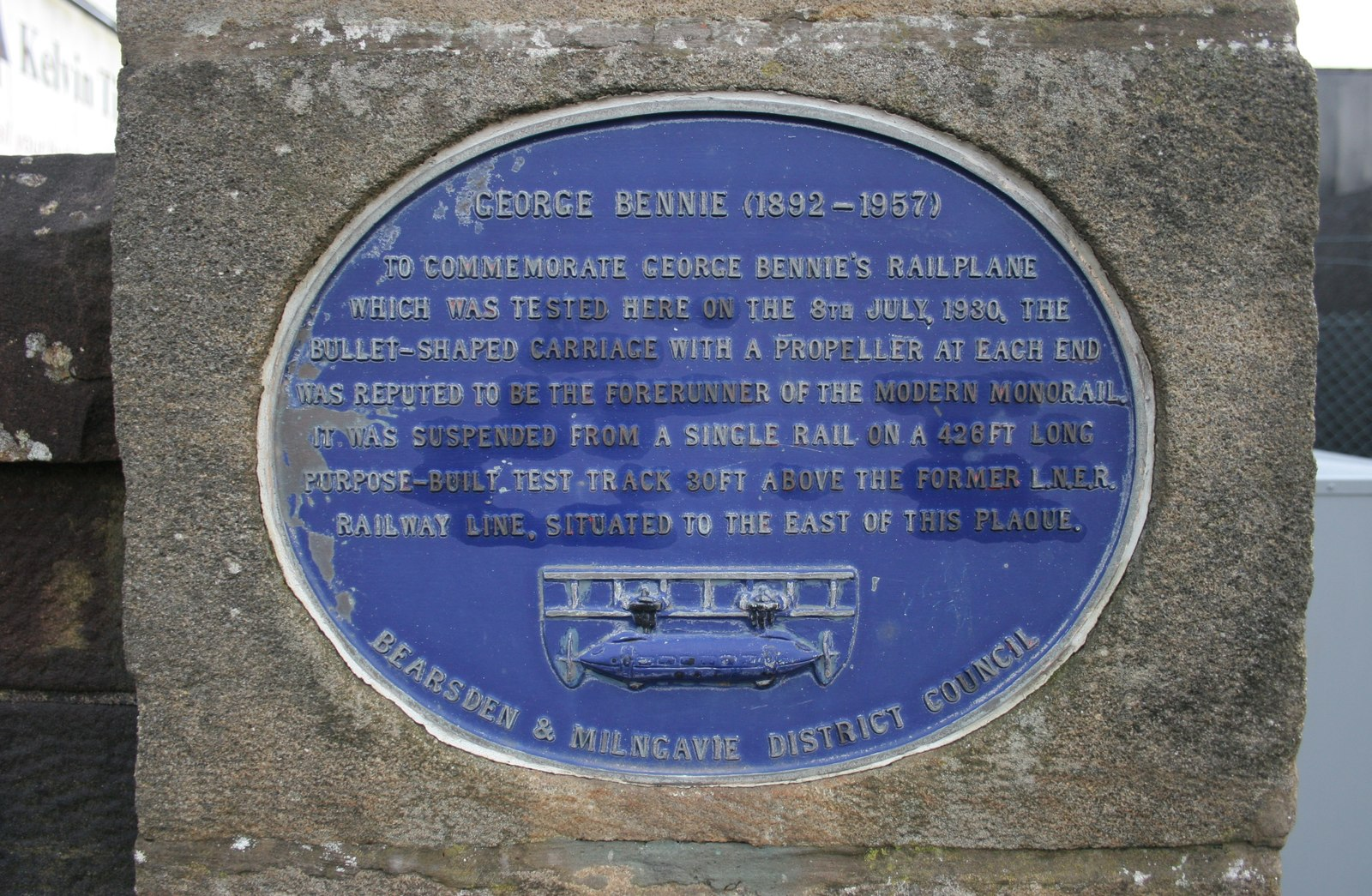
Minnestavla över George Bennie mellan Bearsden och Milngavie

Rälsflygplan (Engelska: Bennie Railplane) var ett monorailprojekt från 1920-talet som aldrig nådde utanför demonstrationsanläggningen i uppfinnarens hemtrakter i Skottland, Storbritannien.
Rälsflygplanen färdades hängande under en balk som i sin tur var uppbyggd ovanför rälsen på en konventionell järnvägslinje. Demonstrationsbanan var även försedd med en sidostabiliserande räls i höjd med tågets undersida (en på var sida).

## Infrastruktur
Trots att möjligheten inte är unik för rälsflygplan så är förslaget att placera banan på samma markutrymme som befintliga spår något som uppfinnaren George Bennie (1891–1957) blivit ihågkommen för. Tanken var att skapa ett omkörningsspår så att både hastighet och antal stoppställen kan väljas utan att påverka det andra trafikslaget. Bennie nämnde även att vid elektrisk drift av rälsflygplanens motorer så skulle elförsörjningen till banorna kunna vara delad.